# Município de Hamilton (condado de Jackson, Ohio)
O município de Hamilton (em inglês: Hamilton Township) é um município localizado no condado de Jackson no estado estadounidense de Ohio. No ano de 2010 tinha uma população de 614 habitantes e uma densidade populacional de 9,3 pessoas por km².

## Geografia
O município de Hamilton encontra-se localizado nas coordenadas 38° 53′ 15″ N, 82° 42′ 31″ O. Segundo a Departamento do Censo dos Estados Unidos, o município tem uma superfície total de 66.05 km², da qual 66,05 km² correspondem a terra firme e (0,01 %) 0,01 km² é água.

## Demografia
Segundo o censo de 2010, tinha 614 pessoas residindo no município de Hamilton. A densidade populacional era de 9,3 hab./km².